# Josef Fritzl
Josef Fritzl (* 9. April 1935 in Amstetten) ist ein rechtskräftig verurteilter österreichischer Straftäter, der seine Tochter von 1984 bis 2008 in einer unterirdischen Wohnung gefangen hielt. Während dieser Zeit missbrauchte und vergewaltigte er sie vielfach und zeugte mit ihr insgesamt sieben Kinder. Drei dieser Kinder hielt er ebenfalls von ihrer Geburt an bis 2008 in der Kellerwohnung gefangen.
Bereits 1977 soll Fritzl seine damals elfjährige Tochter erstmals vergewaltigt haben. Er hielt seine 1966 geborene Tochter vom 28. August 1984 bis zum 26. April 2008 in einer Wohnung unterhalb seines Hauses im niederösterreichischen Amstetten gefangen und vergewaltigte sie vielfach. Daraus stammen sieben Kinder, von denen eines kurz nach der Geburt starb, was das Gericht als Mord durch Unterlassung wertete, und drei vom Täter als Pflegekinder adoptiert wurden. Die übrigen drei Kinder lebten von der Geburt bis zu ihrer Freilassung im April 2008 in der Kellerwohnung.
Der Fall wurde aufgeklärt, nachdem eines der im Keller aufgewachsenen Kinder, eine zum Zeitpunkt der Befreiung 19 Jahre alte Frau, wegen einer lebensbedrohlichen Erkrankung vom Täter ins Krankenhaus gebracht worden war und die Ärzte dort nach ihrer Identität und derjenigen ihrer Mutter fragten, woraufhin Fritzl auch seine übrigen Opfer freiließ. Der Öffentlichkeit hatte er stets erklärt, seine Tochter sei zu einer Sekte geflohen und habe die adoptierten Kinder vor seiner Haustür ausgesetzt. Mit einer Freiheitsberaubung von fast 24 Jahren handelt es sich um einen der schwersten Fälle dieser Art in der Kriminalgeschichte Österreichs. Fritzl wurde zu einer lebenslangen Freiheitsstrafe verurteilt.

## Leben
Josef Fritzl wurde 1935 als Sohn von Josef Fritzl senior († 1944) und Maria Nenning († 1980) geboren. Als seine Mutter im April 1945 wegen eines tätlichen Angriffes auf einen Polizisten als Kriminelle ins KZ Mauthausen eingewiesen wurde und bis zur Befreiung im Mai 1945 dort verblieb, war Josef Fritzl bei Pflegeeltern untergebracht.
Nach der Pflichtschule besuchte er eine Höhere Technische Lehranstalt (HTL) in St. Pölten mit dem Schwerpunkt Elektrotechnik. Sein erster Arbeitgeber war die VÖEST in Linz. Im Alter von 21 Jahren heiratete er eine 17-jährige Küchengehilfin. Zwischen 1969 und 1971 konstruierte er für eine Baustofffirma in Amstetten Betonrohrmaschinen. Den Behörden liegen Gerichtsakten vor, nach denen er wegen Vergewaltigung einer 24-Jährigen und der versuchten Vergewaltigung einer 21-Jährigen im Jahre 1967 zu einer Haftstrafe von 18 Monaten verurteilt wurde und auch tatsächlich im Gefängnis saß. Diese Strafen wurden jedoch nach 15 Jahren aus dem Register gelöscht. Von 1973 bis 1996 betrieb er zusammen mit seiner Ehefrau ein Gasthaus mit Fremdenzimmern und Campingplatz in Unterach am Attersee. In den 1980er Jahren kam es dort zu einer großteils misslungenen und wenig später zu einer erfolgreichen Brandlegung. Ein anfänglicher Verdacht der Brandstiftung gegen Fritzl und einen seiner Söhne erhärtete sich nicht und das Verfahren wurde eingestellt. Der Gasthof wurde wieder aufgebaut. Fritzl besaß neben dem Haus, in dem er selbst wohnte, fünf weitere Häuser in verschiedenen Gemeinden in Niederösterreich, die er vermietete. Ein Konkursverfahren war anhängig, um die Liegenschaften verwerten zu können.
Mit seiner 1939 geborenen Ehefrau hat er sieben Kinder. Von seinem Umfeld wurde er teilweise als „liebevoller Opa“ beschrieben, gegenüber der Familie soll er sehr autoritär gewesen sein.
Im Mai 2017 wurde bekannt, dass Fritzl im Gefängnis seinen Familiennamen geändert hat. Der Österreichische Presserat sieht in der Nennung des neuen Namens den Persönlichkeitsschutz Fritzls verletzt und dessen körperliche Sicherheit in der Justizanstalt durch neu ankommende Strafgefangene gefährdet.
Im Mai 2024 wurde Fritzl nach einer Entscheidung des Landesgerichts Krems vom Maßregelvollzug in den Normalvollzug verlegt, da von ihm keine Gefährlichkeit mehr ausgehe, die eine Unterbringung in einem forensisch-therapeutischen Zentrum erforderlich mache. Eine Entlassung komme aber nicht in Betracht, weil von einer deliktsfreien Lebensführung nicht ausgegangen werden könne. Gleichzeitig wurde bekannt, dass Fritzl unter einer fortgeschrittenen Demenz leidet.

## Tathergang
Fritzl lockte am 28. August 1984 seine damals 18-jährige Tochter unter einem Vorwand in den Keller, betäubte sie, fesselte sie mit Handschellen und sperrte sie in einen eigens als Zelle vorbereiteten Raum ein. Einen Tag später wurde sie als vermisst gemeldet. Etwa einen Monat nach ihrem Verschwinden präsentierte der Vater einen Brief, in dem die Tochter darum bat, dass nicht nach ihr gesucht werden solle.
In den folgenden Jahren wurden nach damaligen Aussagen Fritzls immer wieder Kinder der angeblich abgängigen Tochter vor dem Haus abgelegt. Drei davon wurden danach von den „Großeltern“ aufgenommen. Alle sieben Kinder, darunter ein Zwillingspaar, waren von Fritzl durch den inzestuösen Missbrauch seiner Tochter gezeugt und von dieser im Keller geboren worden. Einer der beiden Zwillingsbrüder starb drei Tage nach der Geburt und soll später von Fritzl verbrannt worden sein. Die älteste, 1988/89 geborene Tochter sowie ein 1989/90 geborener und ein 2002 geborener Sohn wurden gemeinsam mit ihrer Mutter im Keller gefangen gehalten, die anderen Kinder, eine 1992 und eine 1993 geborene Tochter sowie der überlebende 1996 geborene Zwillingssohn, wohnten seit ihrem Säuglingsalter als Adoptiv- beziehungsweise Pflegekinder bei Fritzl und seiner Ehefrau Rosemarie, nachdem der Täter in allen drei Fällen ein angebliches Hinterlassen der Babys durch seine vermisst gemeldete Tochter inszeniert hatte.
Bezüglich der vermeintlichen Enkelkinder gelang es Fritzl immer wieder, gegenüber der Jugendwohlfahrt die Wahrheit zu verbergen. Am 19. Mai 1993 meldete er, dass eine seiner Töchter vor der Wohnungstür ein neun Monate altes Kind gefunden habe. Fünf Tage nach der Entdeckung kam ein Beamter zu der Erkenntnis, dass das Baby fachmännisch in einem Krankenhaus entbunden worden sein müsse. Am Ende des Jahres 1993 beantragte das Ehepaar Fritzl die Obsorge für das Mädchen, die am 1. Juli 1994 gewährt wurde. Am 16. Dezember des gleichen Jahres fand Frau Fritzl ein weiteres, zehn Monate altes Kind und erhielt angeblich eine halbe Stunde später einen Anruf ihrer Tochter Elisabeth, obwohl das Ehepaar mittlerweile über eine Geheimnummer verfügte. Auch als am 3. August 1997 ein drittes Pflegekind dazukam, schöpften die Beamten keinen Verdacht. Insgesamt gab es zwischen 1993 und 2007 nach Angaben der Amstettener Bezirkshauptmannschaft 21 „dokumentarische Kontakte“, aber nur sechs Hausbesuche, den letzten im Jahr 1997.

## Kellergefängnis
Im Keller des Hauses musste man fünf Räume durchqueren, um in den Werkraum zu gelangen, in dem sich der Eingang zum Kellergefängnis befand. Dieser war dort hinter einem Regal versteckt. Die Räume waren mit zwei hintereinander liegenden, etwas über einen Meter hohen, massiven Türen versperrt. Sie wogen etwa 300 Kilogramm und bestanden aus einem mit Stahlblech verkleideten Rahmen, der nach dem Einbau mit Beton gefüllt wurde. Der Schließmechanismus war mit einem Zahlencode über eine Funkfernsteuerung zu bedienen. Bei der ersten Einvernahme gab Fritzl den Code bekannt. Laut seiner Aussage wären die Türen im Notfall von innen mit bereitliegendem Werkzeug zu öffnen gewesen. Andeutungen des Angeklagten, dass sich der elektronisch gesteuerte Mechanismus nach einiger Zeit von selbst öffnen sollte, konnten jedoch nicht nachgewiesen werden.
Die fünf Räume besaßen eine Höhe von etwa 1,7 Metern und eine Gesamtfläche von etwa 60 Quadratmetern. Sie waren nicht in einer Ebene angelegt, es gab Niveauunterschiede zwischen den Räumen. Von der ersten Tür führte ein etwa fünf Meter langer, schmaler Gang zu einem weiteren Schlupfloch. Ein Raum wurde als Lager benutzt, in dem auch Lebensmittel für einen längeren Zeitraum verstaut werden konnten. Die Räume waren mittels Gummimatten schalldicht gemacht, das anfänglich kolportierte Vorhandensein einer Gummizelle erwies sich jedoch als Gerücht. Ein weiterer Raum war mit einer Kochnische, Waschbecken, Dusche, WC und einem kleinen Tisch ausgestattet. Zusätzlich gab es zwei Schlafräume. Die Räume waren mit dem, was Fritzl für nötig hielt, häuslich eingerichtet. In den Schlafräumen standen jeweils zwei Betten. Zur Lagerung der Nahrungsmittel existierten auch ein Kühlschrank und eine Tiefkühltruhe. Zusätzlich gab es eine Waschmaschine, einen Fernseher mit Videorekorder und ein Radio. Als die Ermittler die Räumlichkeiten betraten, waren diese in einem gepflegten Zustand. Demgegenüber schrieb der Spiegel: „Die Sanitäranlagen seien von Schimmel überzogen gewesen, das Klo eine Zumutung. Ein einziger Entlüftungsschacht mit Ventilatoren raube einem Menschen in diesem Gefängnis die Luft. Die Gefangenen müssen sich demnach überwiegend im Liegen und Sitzen aufgehalten haben.“
Nach Aussagen der Opfer drohte Fritzl, dass Gas eingeleitet werden würde, sollte ihm etwas zustoßen. Die Ermittler fanden allerdings keinen Hinweis darauf. Die Werkstatt galt als absoluter Tabubereich, den niemand betreten durfte. Fritzl hielt den 1983 fertiggestellten Keller geheim und erlaubte niemandem, den Neubau zu fotografieren.
Fritzls Masseverwalter Walter Anzböck sprach sich auch im Sinn der Familie dafür aus, dass das Kellergefängnis niemand mehr betreten solle. So wurde am 20. Juni 2013 damit begonnen, es mit mehreren Schichten Beton unzugänglich zu machen. Das Wohnhaus wurde 2016 verkauft, umgebaut und in zwölf Mietwohnungen unterteilt.

## Entdeckung
Als das älteste der im Keller lebenden Kinder schwer erkrankte, konnte seine Mutter den Vater überreden, ihm medizinische Hilfe zuteilwerden zu lassen. Am Samstag, dem 19. April 2008, wurde die schwer krampfende und bewusstlose 19-jährige Tochter in das Landesklinikum Mostviertel Amstetten eingeliefert. Laut Auskunft von Fritzl war sie wie die vorigen „Enkelkinder“ im Wohnhaus der „Großeltern“ abgelegt worden. Wie in den vorigen Fällen gab es einen „Brief“ der 42-jährigen Mutter Elisabeth, in dem sie diesmal um Hilfe für ihre kranke Tochter bat und vage Angaben zu den Symptomen machte. Das Verhalten der Mutter schien seltsam. Auch wurden von den Ärzten dringend weitere Angaben zum bisherigen Krankheitsverlauf benötigt. Deshalb wurden die Behörden informiert, die die Suche mit der Zeit auf den Schengen-Raum ausdehnten und auch ein Verbrechen gegen die Mutter oder das Kind nicht mehr ausschlossen, sowie in den Medien Aufrufe verbreitet, dass sich die Mutter melden solle. Über den im Keller vorhandenen Fernseher bekam Elisabeth die Aufrufe mit und bedrängte ihren Vater, sie und die zwei Buben ins Klinikum zu bringen.
Genau eine Woche nach der Einlieferung ins Krankenhaus holte Fritzl am 26. April 2008 seine Tochter und die zwei Buben aus dem Keller. Der restlichen Familie erklärte er, dass die Tochter mit den zwei Kindern nach Hause gekommen sei. Dieses Szenario war für einen unbestimmten Zeitpunkt schon in einem früheren Brief angekündigt gewesen. Er versuchte jahrelang mit großem Geschick, Elisabeth als „missratene Mutter“ hinzustellen. Nach dem Besuch im Krankenhaus wurde Elisabeth aufgrund einer nicht anonymen, aber vertraulichen Mitteilung eines Arztes in der Nähe des Krankenhauses aufgegriffen und zur Einvernahme wegen der Vermisstenanzeige und des „Verdachts der Kindesweglegung“ (Aussetzung) mitgenommen. Nach einer kurzen Festnahme und einem folgenden längeren Gespräch und der Zusicherung, dass es zu keinem Kontakt mit Fritzl mehr kommen und auch für ihre Kinder gesorgt werde, war Elisabeth Fritzl zu einer umfassenden Aussage bereit. In der Folge wurde Elisabeth freigelassen und ihr Vater in Untersuchungshaft genommen. Durch einen DNA-Test wurde nachgewiesen, dass die sechs lebenden Kinder von Elisabeth von ihrem Vater gezeugt worden waren.
Die Ehefrau, Kinder und Enkelkinder wurden in der Nacht zum Sonntag in das Landesklinikum Amstetten-Mauer gebracht, wo inzwischen ein geschützter Bereich organisiert worden war und sie langzeitig psychotherapeutisch und medizinisch betreut wurden. Elisabeth Fritzl und ihre Kinder zogen im Dezember 2008 aus ihrer Unterkunft im Klinikum aus und leben seitdem in einem anderen Bundesland Österreichs.
Die größte britische Boulevardzeitung The Sun brachte in ihrer Ausgabe vom 9. Februar 2009 offenbar von einem Paparazzo geschossene Fotos, die Elisabeth mit einer ihrer Töchter beim Einkaufen zeigen. Dem Artikel der Sun war zu entnehmen, dass Elisabeths Kinder wieder zur Schule gingen. Die entsprechende Ausgabe der Sun wurde in Deutschland und Österreich nicht ausgeliefert, und auch auf der Internetpräsenz der Sun erschienen die Fotos nicht.

## Prozess
Fritzl sah sich – so sein Anwalt Rudolf Mayer vor dem Prozess – als Lebensretter seiner Tochter, die er ins Krankenhaus gebracht hatte. Mayer war der Ansicht, sein Mandant gehöre nicht ins Gefängnis, sondern in eine psychiatrische Klinik.
Im Dezember 2008 wurde die Anklageschrift gegen Fritzl fertiggestellt. Der Tatverdächtige musste sich im März 2009 wegen Mordes durch Unterlassung, Vergewaltigung, Freiheitsentziehung, schwerer Nötigung und Blutschande vor Gericht verantworten. Erstmals in Österreich wurde auch der Tatbestand der Sklaverei verhandelt.
Der Angeklagte wurde nach einem umfassenden Geständnis von den acht Geschworenen des Landesgerichts St. Pölten am 19. März 2009 in allen Anklagepunkten einstimmig schuldig gesprochen und zu einer lebenslangen Haftstrafe mit Einweisung in eine Anstalt für zurechnungsfähige, geistig abnorme Rechtsbrecher verurteilt. Da Fritzl und die Staatsanwältin das Urteil annahmen, war es sogleich rechtskräftig.

## Spätere Rechtsverfahren
Ende März 2009 erstattete ein Anwalt aus Duisburg eine Anzeige gegen die Ehefrau und den ältesten Sohn von Fritzl bei der Staatsanwaltschaft. Diese sollte klären, ob jene zwei von Josef Fritzls Verbrechen gewusst hatten.
Josef Fritzl begehrte die Scheidung von seiner Frau. Laut News hätte er ihr Briefe geschrieben und sie hätte ihn nie im Gefängnis besucht. Im Oktober 2012 erhielt Fritzl, während er seine Strafe in der Justizanstalt Stein verbüßte, das Scheidungsurteil des Gerichts. Durch die Scheidung verlor sie den Anspruch auf seine Pension, die sie bis dahin für ihren Mann bezogen hatte.

## Sonstiges

### Künstlerische Rezeption

#### Film und Fernsehen
- 2009 gab es in der 11. Folge der 4. Staffel der US-amerikanischen Fernsehserie Supernatural eine Anspielung auf die Verbrechen von Fritzl.
- 2010 erschien die britische Doku Josef Fritzl: Geschichte eines Monsters (Originaltitel: Monster: The Josef Fritzl Story) von David Notman-Watt.[50]
- Auch die deutsche „Tatort“-Produktion Verschleppt aus dem Jahr 2012 greift das Thema auf (siehe auch die Entführung von Natascha Kampusch). In dem Krimi mit den Saarbrücker Kommissaren werden drei junge Mädchen entführt und jahrelang in einem unterirdischen Kellerverlies gefangen gehalten. Das Verlies ist vom Täter selbst angelegt worden und über einen geheimen Zugang im Keller seines Hauses zu erreichen.
- Fritzl wurde auch im US-amerikanischen Fernsehen erwähnt. In der Fernsehserie Criminal Minds (Episode 5.5 Originaltitel: Cradle to Grave, deutscher Titel: Von der Wiege bis zur Bahre) wird sein Name neben dem des US-amerikanischen Mörders Gary Michael Heidnik erwähnt, ebenso in der Episode 11.14 Originaltitel: Hostage, deutscher Titel: Der geheime Platz.
- In der US-amerikanischen Fernsehserie 30 Rock macht Liz Lemon in der Episode 20 der 5. Staffel eine Anspielung auf diese Geschichte.[51]
- 2015 wurde Emma Donoghues Roman Raum von dem Regisseur Lenny Abrahamson verfilmt. Donoghue schrieb auch das Drehbuch für den Film. Die Hauptrollen übernahmen Brie Larson (die als beste Hauptdarstellerin 2016 einen Oscar erhielt), Joan Allen, William H. Macy und Jacob Tremblay. Der Film feierte seine Premiere beim Telluride Film Festival 2015.[52]
- In der österreichischen Fernsehserie Braunschlag hält eine Frau ihren Ehemann 10 Jahre lang im Keller gefangen. In diesem Zusammenhang fällt am Ende der Serie die Bemerkung, dass Braunschlag das neue Amstetten sei.
- Der fiktive US-amerikanische Spielfilm Girl in the Basement folgt dem Fritzl-Fall, verlegt die Handlung jedoch in die USA.

#### Theater
- Am 23. Februar 2009 hatte Hubert Kramars sogenannte „Keller-Soap“ Pension-Fritzl – eine satirische Farce über den Umgang der Medien mit Inzest und Gewalt in der Familie am Beispiel des Kriminalfalls von Amstetten – im Wiener 3raum-Anatomietheater Premiere und löste weltweites Medieninteresse aus.[53]
- Elfriede Jelinek bezieht sich auf Fritzls Verbrechen in „FaustIn and out. Sekundärdrama“ (Uraufführung am Schauspielhaus Zürich, 2012, Inszenierung Dušan David Pařízek)[54] und im 2010 geschriebenen Bühnentext Tod-krank.Doc (für Christoph Schlingensief, Uraufführung am Theater Bremen, 2013, Inszenierung Mirko Borscht).
- Das Theaterstück Conte d’Amour der Gruppen Nya Rampen & Institutet unter der Regie von Markus Öhrn basiert lose auf dem Fall Josef Fritzl. Es wurde beim Impulse Theaterfestival 2011 als bestes Off-Theater-Stück ausgezeichnet.

#### Musik
Der Kriminalfall wird auch in der Musik verarbeitet, zum Beispiel in den Liedern:
- 24 Jahre der Metal-Band Grantig
- 24 Year Party Dungeon der Slam-Death-Metal-Band Cerebral Bore
- 24 Years der Metalcore-Band Caliban
- Der Nette alte Mann des Berliner Rappers Kontra K
- Father Grandpa der Electronikband Modular3000
- Fritzl der Death-Metal/Grindcore-Band Benighted
- Josef Fritzl der Death-Metal-Band The Boy Will Drown
- When Daddy Comes to Play der Thrash-Metal-Band Tankard
- Wiener Blut der NDH-Band Rammstein
- Egal des ehemaligen Rap-Duos DNP
- Fritzl’s Dungeon der Punk-Band Fritzls Töchter (Album 2014)
- Josef F des schwedischen EBM-Duos Sturm Café

### Parallelen
- 2006 befreite sich Natascha Kampusch nach 8-jähriger Gefangenschaft aus einem Keller in Österreich.
- In Italien wurde 2008 eine Frau entdeckt, die 18 Jahre von ihrer Mutter und ihren Geschwistern gefangen gehalten worden war.[55]
- 2009 endete die 18-jährige Gefangenschaft von Jaycee Lee Dugard.
- In Brasilien wurde im Juni 2010 publik, dass ein Fischer seine Tochter zwölf Jahre lang in einer Hütte gefangen gehalten haben soll. Während dieser Zeit soll er sieben Kinder mit ihr gezeugt haben.[56]
- Im Zusammenhang mit den Entführungen von Cleveland wurden im Mai 2013 drei Frauen befreit, die im Alter von 14 bis 21 verschwanden, neun bis elf Jahre von einem Mann in einem Haus gefangen gehalten wurden und von denen eine während dieser Zeit ein Kind geboren hat.[57]
- Der Belgier Marc Dutroux hielt 1995 in einem seiner Häuser vier Mädchen bzw. junge Frauen gefangen, um sie zu vergewaltigen und von ihnen kinderpornografisches Material zu erstellen. Alle starben, zwei von ihnen verhungerten in einem Kellerverlies, als Dutroux wegen Autodiebstählen im Gefängnis saß. 1996 entführte er erneut zwei Mädchen und hielt sie dort gefangen. Das Haus von Dutroux wurde erfolglos durchsucht, dann machte dieser die Polizei auf das Kellerverlies aufmerksam.
- Viktor Mokhov (Виктор Мохов) entführte im September 2000 die vierzehnjährige Katya Martynova und die siebzehnjährige Lena Samokhina, und hielt diese bis 2003 in einer unterirdisch versteckten, bunkerartigen Wohnung in Skopin (Скопин) gefangen. Es handelte sich um ein Sexualdelikt.[58]